# Kramolna
Kramolna (en allemand : Kramolna) est une commune du district de Náchod, dans la région de Hradec Králové, en Tchéquie. Sa population s'élevait à 1 077 habitants en 2022.

## Géographie
Kramolna se trouve à 3 km à l'ouest-nord-ouest du centre de Náchod, à 33 km au nord-est de Hradec Králové et à 127 km à l'est-nord-est de Prague.
La commune est limitée par Zábrodí au nord, par Dolní Radechová et Náchod à l'est, par Vysokov au sud, et par Studnice et Červený Kostelec à l'ouest.

## Histoire
La première mention écrite de la localité date de 1415.

## Administration
La commune se compose de trois sections :
- Kramolna
- Lhotky
- Trubějov

## Galerie

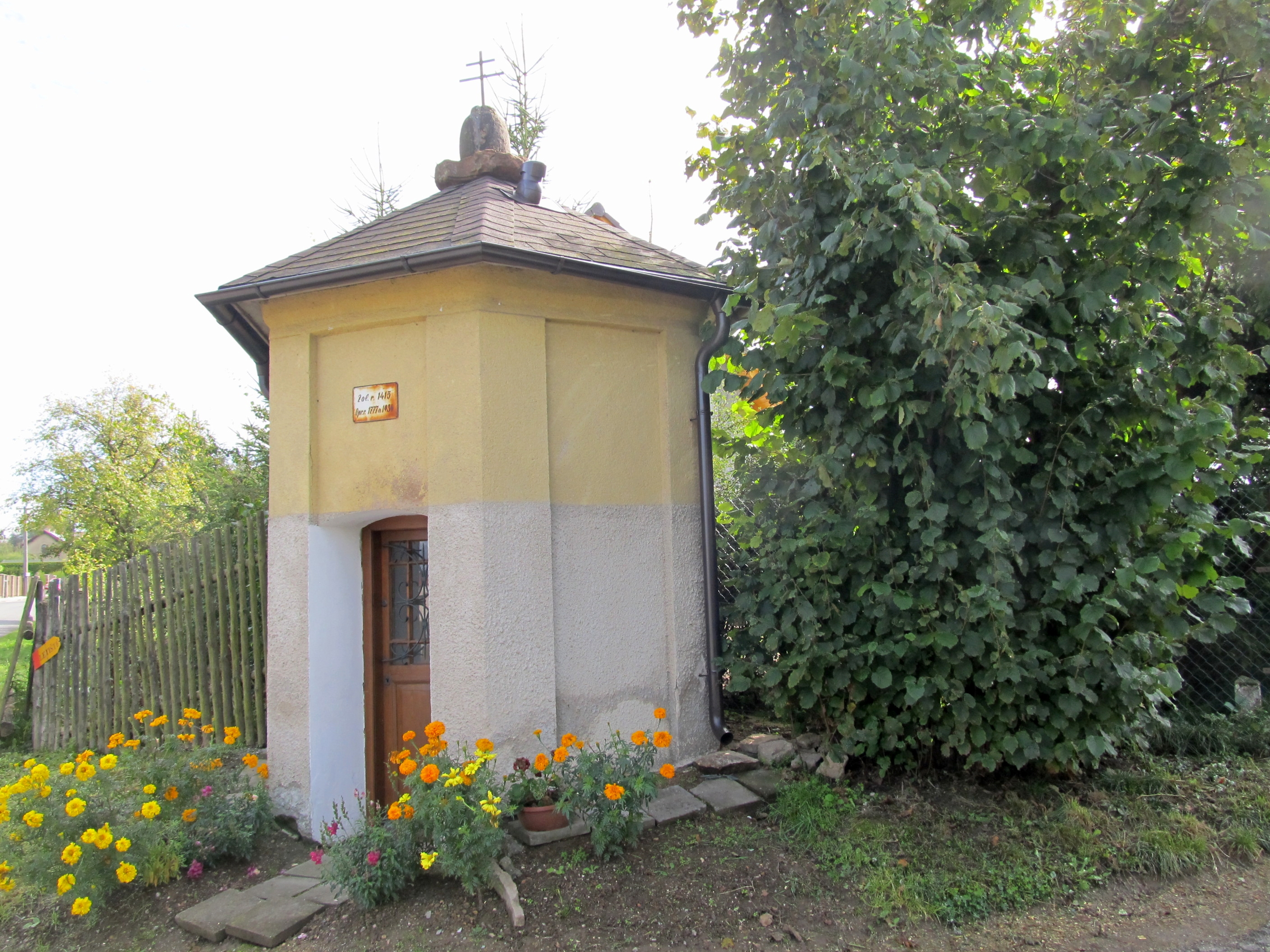
Chapelle de la Vierge Marie.
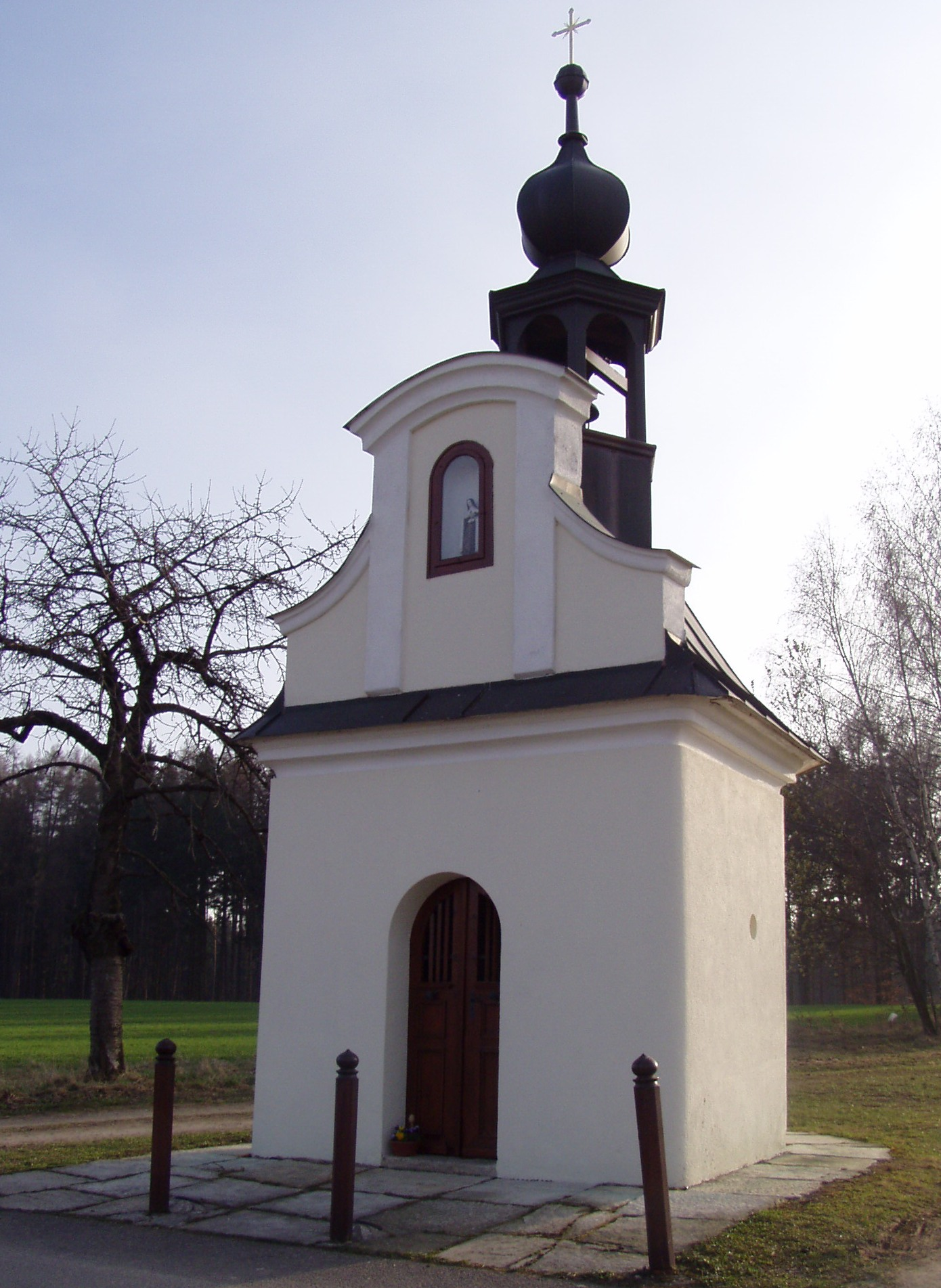
Chapelle de la Sainte-Trinité.

## Transports
Par la route, Kramolna se trouve à 2,5 km de Náchod, à 41 km de Hradec Králové et à 160 km de Prague. 